# フルヤ金属陸上部
フルヤ金属陸上部（フルヤきんぞくりくじょうぶ、英: Furuya Running Club）は、東京都を拠点に活動する、フルヤ金属の男子陸上競技部である。

## 概要
2022年4月、10年後のニューイヤー駅伝出場を目指して創部。マラソン競走・駅伝競走を含めた長距離走を専門分野とする。
2022年5月にクラウドファンディングを実施し、708万9000円を集めた。
2026年度から陸上強化制度の導入し、2028年度には日本選手権出場選手の輩出。2032年度にはニューイヤー駅伝へ出場を目標とするロードマップを掲げている。
現状、一般の実業団チームとは異なり、専属の監督やコーチは設けず、選手及び裏方スタッフは業務と両立しながら全て社員選手として活動している。
2024年には初めて東日本実業団駅伝に出場した。

## 選手・スタッフ

### スタッフ
- 部長兼監督：中村拓哉
- 会計：梶原健太

### 選手
| 名前     | 出身大学   | 備考       |
| -------- | ---------- | ---------- |
| 阪本大貴 | 駿河台大学 | コーチ兼任 |
| 中西勝希 | 亜細亜大学 |            |
| 門田雄誠 | 亜細亜大学 |            |
| 加藤駆   | 立教大学   |            |

### 過去の主な所属選手
- 生田目大輔
- 石部夏希(初代キャプテン→プロ転向)
- 大内宏樹(愛媛銀行に移籍)

## 主な大会成績

### 東日本実業団対抗駅伝競走大会 成績
| 回 | 開催日        | 順位            | タイム        | 1区      | 2区    | 3区      | 4区      | 5区      | 6区      | 7区      |
| -- | ------------- | --------------- | ------------- | -------- | ------ | -------- | -------- | -------- | -------- | -------- |
| 65 | 2024年11月3日 | 40位/40チーム中 | 4時間47分10秒 | 石部夏希 | 加藤駆 | 大内宏樹 | 阪本大貴 | 及川竜太 | 光井幹尚 | 門田雄誠 |

### 全日本実業団対抗駅伝競走大会（ニューイヤー駅伝）成績
※出場なし